# تشبقلو (خورخورة)
تشبقلو (بالفارسية: چپقلو) هي قرية تقع في إيران في قسم خورخورة الريفي. يقدر عدد سكانها بـ 187 نسمة بحسب إحصاء 2016.